# Thallwitz
Thallwitz es un municipio situado en el distrito de Leipzig, en el estado federado de Sajonia (Alemania), a una altitud de 100 metros. Su población a finales de 2016 era de unos 3600 habitantes y su densidad poblacional de 67 hab/km².